# Denkmalgeschützte Objekte im Okres Košice I

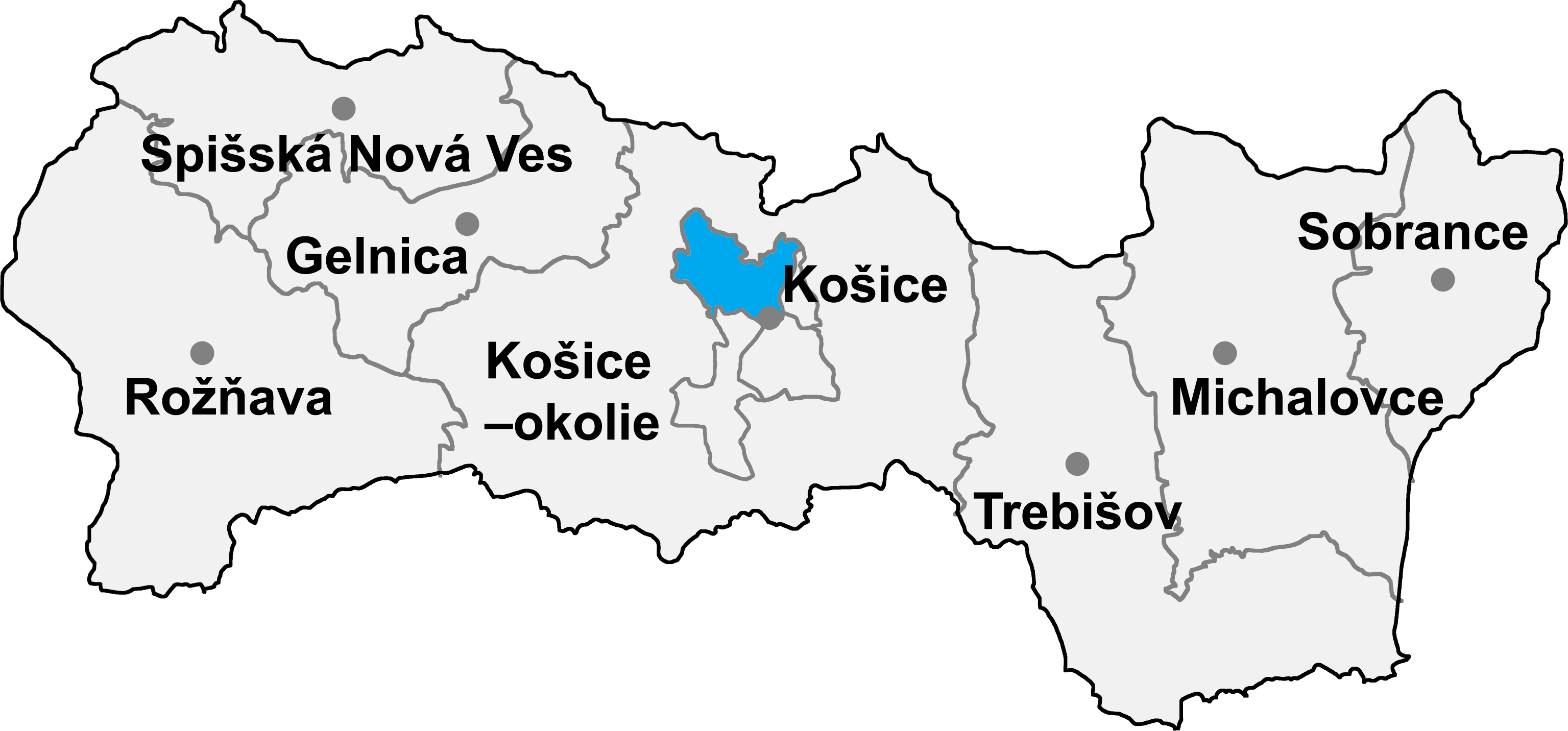

Im Okres Košice I bestehen 704 denkmalgeschützte Objekte. Die unten angeführte Liste führt zu den Gemeindelisten und gibt die Anzahl der Objekte an. In Gemeinden, die nicht verlinkt sind, existieren keine geschützten Objekte.
| Liste der Okresy                | Objektanzahl |
| ------------------------------- | ------------ |
| Džungľa                         | 0            |
| Kavečany                        | 1            |
| Sever                           | 92           |
| Sídlisko Ťahanovce              | 0            |
| Staré Mesto/Huštáky             | 3            |
| Staré Mesto/Letná               | 46           |
| Staré Mesto/Stredné Mesto (A–G) | 79           |
| Staré Mesto/Stredné Mesto (H)   | 170          |
| Staré Mesto/Stredné Mesto (K–M) | 165          |
| Staré Mesto/Stredné Mesto (N–Z) | 146          |
| Ťahanovce                       | 2            |